# یواس‌اس نوشو (ای‌او-۱۴۳)
یواس‌اس نوشو (ای‌او-۱۴۳) (به انگلیسی: USS Neosho (AO-143)) یک کشتی بود که طول آن ۶۵۵ فوت (۲۰۰ متر) بود. این کشتی در سال ۱۹۵۳ ساخته شد.